# Svenskt Travderby 2009
Svenskt Travderby 2009 var den 82:a upplagan av Svenskt Travderby, som gick av stapeln söndagen den 6 september 2009 på Jägersro i Malmö i Skåne län. Uttagningsloppen till finalen ägde rum den 25 augusti 2009 på Jägersro.
I finalen segrade loppets förhandsfavorit Maharajah, körd av Örjan Kihlström och tränad av Stefan Hultman. Segern togs från utvändigt om ledaren. På andraplats kom Marshland och på tredjeplats Knockout Rose.

## Upplägg och genomförande
I Svenskt Travderby deltar fyraåriga, svenskfödda varmblodiga travhästar. Kvalet till finalen görs drygt en vecka före via sex uttagningslopp, där de tolv travare som kommer på första- respektive andraplats i varje heat går vidare till finalen. Desto bättre placering i uttagningsloppet, desto tidigare får hästens tränare välja startspår inför finalen. Distansen i samtliga lopp är 2 640 meter med autostart. Den vinnande kusken och hästens ägare får traditionsenligt en gul derbykavaj i vinnarcirkeln.

## Finalen
| P | S  | Häst             | Kusk               | Tränare            | Land    | Odds   | Tid    |
| - | -- | ---------------- | ------------------ | ------------------ | ------- | ------ | ------ |
| 1 | 5  | Maharajah        | Örjan Kihlström    | Stefan Hultman     | Sverige | 2,08   | 1.12,8 |
| 2 | 11 | Marshland        | Jörgen Sjunnesson  | Stefan Hultman     | Sverige | 39,70  | 1.13,0 |
| 3 | 7  | Knockout Rose    | Erik Adielsson     | Stig H. Johansson  | Sverige | 23,80  | 1.13,1 |
| 4 | 1  | Staro Cold Carat | Robert Bergh       | Robert Bergh       | Sverige | 42,90  | 1.13,2 |
| 5 | 2  | Yield Boko       | Björn Goop         | Timo Nurmos        | Sverige | 2,10   | 1.13,2 |
| 6 | 8  | Yanantin Boko    | Jorma Kontio       | Timo Nurmos        | Sverige | 65,00  | 1.13,6 |
| 7 | 4  | Lovely Lidob     | Daniel Olsson      | Mimmi Elfstrand    | Sverige | 42,00  | 1.14,7 |
| 8 | 10 | Sogå Benito      | Peter Untersteiner | Peter Untersteiner | Sverige | 96,10  | 1.16,2 |
| 9 | 3  | Micro Mesh       | Lutfi Kolgjini     | Lutfi Kolgjini     | Sverige | 43,40  | ua     |
| d | 9  | Spring Erom      | Olle Goop          | Håkan Olofsson     | Sverige | 8,50   | uag    |
| d | 12 | Yarrah Boko      | Torbjörn Jansson   | Trond Anderssen    | Sverige | 105,80 | 7ag    |
| d | 6  | Rakas            | Per Lennartsson    | Per Lennartsson    | Sverige | 89,20  | 9ag    |